# Blang Paku (Wih Pesam)
Blang Paku is een bestuurslaag in het regentschap Bener Meriah van de provincie Atjeh, Indonesië. Blang Paku telt 783 inwoners (volkstelling 2010).